# Jefim Grigorjewitsch Puschkin

Denkmal zu Ehren Puschkins in Krutez (2002)

Jefim Grigorjewitsch Puschkin (russisch Ефим Григорьевич Пушкин; * 28. Januar 1899 in Nowotroizkaja, Gouvernement Saratow, Russisches Kaiserreich; † 11. März 1944 in Baschtanka, Sowjetunion) war ein sowjetisch-russischer Generalleutnant und Held der Sowjetunion.

## Leben
Jefim Grigorjewitsch Puschkin wuchs im Dorf Krutez im Gouvernement Saratow (heute Rtischtschewski rajon in der Oblast Saratow) auf. 1918 trat Puschkin als Freiwilliger in die Rote Armee ein und nahm als Soldat am Russischen Bürgerkrieg und an der Zerschlagung der Basmatschi in Turkestan teil. Seit 1934 war er bei der Panzertruppe.
Zu Beginn des Großen Vaterländischen Krieges befehligte Oberst Puschkin die in Lwow stationierte 32. Panzerdivision und erlitt Ende Juni 1941 in der Panzerschlacht zwischen Brody und Rowno schwere Verluste. Anfang August 1941 übernahm er das Kommando über die 8. Panzerdivision an der Südfront, die sich im Verband des 4. mechanisierten Korps während der Schlacht bei Dnepropetrowsk (19. bis 25. August) bewährte. Das Präsidium des Obersten Sowjets hat ihm am 9. November 1941 für den Einsatz bei der Verteidigung der Stadt Dnepropetrowsk die Auszeichnung Held der Sowjetunion verliehen. Ende September wurde seine dezimierte Division in die 130. Panzerbrigade umgewandelt, er fungierte dann als stellvertretender Befehlshaber der Panzertruppen der 18. Armee. Im Frühjahr 1942 wurde er nach einigen Erfolgen in der Barwenkowo-Losowajaer Operation zum Kommandeur des 23. Panzerkorps ernannt. Im Verlauf des Krieges nahm er an den Operationen der Südfront, Südwestfront, Stalingrader Front und der 3. Ukrainischen Front teil. Puschkins Panzerverbände waren u. a. an der Schlacht bei Charkow, an der Schlacht von Stalingrad, an der Dnepr-Karpaten-Operation, an der Beresnegowatoje-Snigirjower Operation und an der Donezbecken-Operation beteiligt. Am 18. Januar 1943 wurde er zum Generalleutnant befördert.
Bei einem Bombenangriff der deutschen Luftwaffe auf Baschtanka am 11. März 1944 wurde Puschkin von einem Splitter tödlich getroffen.

## Auszeichnungen
Beförderungen
- 13. Januar 1936: Major
- 4. November 1939: Oberst
- 27. März 1942: Generalmajor
- 18. Januar 1943: Generalleutnant

- Held der Sowjetunion (9. November 1941)
- Leninorden (1941)
- Rotbannerorden (1942)
- 2 Suworow-Orden II. Klasse (1943)
- Kutusoworden II. Klasse (1944)
- Orden des Vaterländischen Krieges I. Klasse
- Jubiläumsmedaille „XX Jahre Rote Arbeiter-und-Bauern-Armee“
- Medaille „Für die Verteidigung Stalingrads“